# Roena cariniscutis
Roena cariniscutis är en stekelart som beskrevs av Cameron 1905. Roena cariniscutis ingår i släktet Roena och familjen Scelionidae. Inga underarter finns listade i Catalogue of Life.